# Agnieszka Maciąg
Agnieszka Maciąg-Wolańska z domu Kozak (ur. 9 maja 1969 w Białymstoku) – polska pisarka, blogerka, modelka, aktorka i dziennikarka.

## Życiorys
Ukończyła Liceum Sztuk Plastycznych w Supraślu. Studiowała dziennikarstwo na Uniwersytecie Warszawskim oraz psychologię i kulturoznawstwo na SWPS w Warszawie.
Karierę modelki rozpoczęła w 1989, zostając laureatką konkursu dla modelek, organizowanego przez nowojorską agencję Wilhelmina. Występowała na największych światowych pokazach mody, począwszy od Nowego Jorku poprzez Mediolan i Paryż oraz pracowała dla znanych projektantów, takich jak: Karl Lagerfeld, Nino Cerruti, Laura Biagiotti, Claude Montana, Pierre Cardin, Louis Féraud czy Escada, jak również dla Teresy Rosati czy Macieja Zienia. Pracując jako modelka w USA, była gościem programów Good Morning America, Rich & Famous oraz Saturday Night with Chani Chang.
Będąc u szczytu międzynarodowej kariery, w 1992 zaszła w ciążę i wróciła do kraju, by urodzić syna. Po dwóch latach przerwy wróciła na krótko do pracy międzynarodowej. W latach 1994–1996 sporadycznie pojawiała się na wybiegach w Paryżu, Mediolanie oraz Berlinie. Odbywała sesje zdjęciowe dla międzynarodowych magazynów mody, takich jak „Hampton” i „Sybille”. W 1996 zakończyła międzynarodową karierę, lecz nie zrezygnowała z pracy w kraju. Od czasu do czasu prezentuje na wybiegu kolekcje polskich projektantów mody.
W 1996 nagrała solowy album studyjny pt. Marakesz 5:30, który promowała singlami „Zatrzymaj czas” i tytułowym „Marakesz 5:30”.
Wystąpiła z zespołem De Mono na festiwalu sopockim, jak również zagrała w teledyskach do sześciu piosenek grupy: „Światła i kamery”, „Ostatni pocałunek”, „Znów jesteś ze mną”, „Kamień i aksamit”, „Druga w nocy” i „Wszystko jest na sprzedaż”. Pojawiła się też wideoklipie do utworu zespołu Formacja Nieżywych Schabuff „Lato”.
W latach 1996–1998 prowadziła program Siedem pokus dla RTL 7. Prowadziła wywiady z gwiazdami świata filmu, muzyki, sztuki i sportu w Polsce (m.in. Urszula Dudziak, Kayah, Tomasz Stańko, Robert Korzeniowski, Katarzyna Figura, Franciszek Starowieyski, Jan Peszek, Michał Urbaniak, Rafał Olbiński) i za granicą (m.in. Neneh Cherry, Eros Ramazotti, Zucchero, Vanessa-Mae, M People, Chumbawamba, John Mayall). Prowadziła prezentacje artystyczne i promocyjne, m.in. galę rozdania nagród literackich Angelus 2007 w TVP1, Elite Model Look dla telewizji Polsat, pokaz mody „Noc z Arkadiusem” dla TVP1. Prowadziła program Metamorfozy Fashion Café w telewizji Polsat Café i współprowadziła program Mała Czarna w TV4.
W latach 2002–2005 pracowała na stanowisku dyrektora artystycznego przedsiębiorstwa Vistula. Z sukcesem zmieniła wizerunek marki, tworzyła i realizowała kampanie reklamowe oraz pokazy mody.
Wspomaga organizacje i wydarzenia charytatywne (m.in. Hospicjum Dziecięce w Białymstoku, Fundację Dziecięcą Fantazja, Synapsis). W roku 2008 została ambasadorem Światowego Programu Żywnościowego agencji ONZ, która zajmuje się walką z głodem w krajach trzeciego świata.
W 2007 i 2008 zasiadała w jury konkursu „Ogrody Integracji”, który jest przeglądem twórczości artystycznej osób niepełnosprawnych. Była przewodniczącą jury w finale konkursu „Obycie umila życie”, który odbył się 24 listopada 2009 w Domu Kultury we Włochach.
Była gwiazdą międzynarodowej, telewizyjnej kampanii reklamowej perfum First oraz Tsar francuskiej marki Van Cleef & Arpels. W magazynie „Viva!” publikowała wywiady z polskimi modelkami oraz reportaże z podróży (m.in. Alaska, Meksyk, Ibiza). Współpracowała przy sesjach zdjęciowych, m.in. z udziałem Grażyny Szapołowskiej, Michała Żebrowskiego, Agnieszki Sitek („Viva!”, „Film”).
Jest wegetarianką. Od 2011 jest ambasadorką marki „Sante”. Od września 2013 ambasadorka kampanii społecznej Po prostu położna organizowanej portal i Fundację „Siostra Ania”, gdzie uświadamia Polki o należnym im prawie do korzystania z bezpłatnej edukacji przedporodowej oraz przybliża zawód i znaczenie położnej.

## Życie prywatne
Ze związku z Pawłem Maciągiem – synem aktorki Barbary Wrzesińskiej – ma syna Michała (ur. 1992). Od 1996 jest związana z fotografem Robertem Wolańskim, którego poślubiła w 2011. Mają córkę, Helenę (ur. 2011).

## Filmografia
- 2008: Niania obsada aktorka (organizatorka konkursu Miss Polonia)
- 2005: Czas surferów jako Czarnecka

## Nagrody i Nominacje
- Najseksowniejsza Polka (według magazynu „Sukces”),
- Najlepsza Polska Modelka (dwukrotnie według magazynu „Wprost”),
- Nowy Symbol Seksu (według magazynu „Elle”),
- Najlepiej Ubrana Polka (według magazynu „Elle”, „Twój Styl” oraz nominacja magazynu „Fashion”),
- jedna z Najpiękniejszych Kobiet Wszechświata (magazyn „Max”),
- Najlepsza Modelka 15-lecia magazynu „Twój Styl”,
- w 2006 otrzymała nagrodę Osobowość Mody i Sztuki,
- Została kilkakrotnie nominowana w konkursie Najpiękniejsi magazynu Viva!,
- Była nominowana do nagrody Wiktory w kategorii Największe Odkrycie Telewizyjne Roku.

## Dyskografia
- Marakesz 5:30 (1996)

## Publikacje
- Tomik poezji Zielone pantofle, Wydawnictwo Otwarte, Kraków 2006, ISBN 83-7515-004-5.
- Smak życia, Wydawnictwo Otwarte, Kraków 2007, ISBN 978-83-7515-027-8; wydanie 2: Kraków 2017, ISBN 978-83-7515-472-6.
- Smak szczęścia, Wydawnictwo Otwarte, Kraków 2011, ISBN 978-83-7515-184-8; wydanie 2 zmienione: Kraków 2015, ISBN 978-83-7515-383-5.
- Smak miłości, Wydawnictwo Otwarte, Kraków 2014, ISBN 978-83-7515-289-0.
- Smak świąt, Wydawnictwo Otwarte, Kraków 2015, ISBN 978-83-7515-325-5.
- Pełnia życia, Wydawnictwo Otwarte, Kraków 2016, oprawa twarda: ISBN 978-83-7515-269-2, oprawa broszurowa: ISBN 978-83-7515-265-4.
- Smak zdrowia, Wydawnictwo Otwarte, Kraków 2017, ISBN 978-83-7515-358-3.
- Rozmaryn i róże. Podróż do samej siebie, Wydawnictwo Otwarte, Kraków 2018, oprawa twarda: ISBN 978-83-7515-532-7, oprawa broszurowa: ISBN 978-83-7515-513-6.
- Twój dobry rok, Wydawnictwo Otwarte, Kraków 2018, ISBN 978-83-7515-549-5
- Miłość. Ścieżki do wolności, Wydawnictwo Otwarte, Kraków 2019, ISBN 978-83-7515-579-2.
- Słowa mocy. Sztuka tworzenia szczęśliwego życia, Wydawnictwo Otwarte, Kraków 2019, ISBN 978-83-8135-012-9.
- Smak wiecznej młodości. Jak zachować młodość i witalność w każdym wieku, Wydawnictwo Otwarte, Kraków 2020, ISBN 978-83-8135-052-5.
- Menopauza. Podróż do esencji kobiecości, Wydawnictwo Otwarte, Kraków 2020, ISBN 978-83-8135-039-6.
- Twoja wewnętrzna moc. Jak żyć dobrze w niespokojnych czasach, Wydawnictwo Otwarte, Kraków 2020, ISBN 978-83-8135-063-1.
- Dobrostan. O szczęśliwym, bogatym i spełnionym życiu, Wydawnictwo Otwarte, Kraków 2020, ISBN 978-83-8135-098-3.
- Dom pełen miłości. Przepisy na cztery pory roku, Wydawnictwo Otwarte, Kraków 2021, ISBN 978-83-8135-125-6.
- Ścieżki duszy. Astrologia dla zrozumienia siebie i swoich bliskich, Wydawnictwo Otwarte, Kraków 2022, ISBN 978-83-8135-170-6.
- Dziennik Radości, Wydawnictwo Otwarte, Kraków 2022, ISBN 978-83-8135-238-3.